# Kurt von Hammerstein-Equord
Kurt Freiherr von Hammerstein-Equord (ur. 26 września 1878 w Woldegk, zm. 24 kwietnia 1943 w Berlinie) – niemiecki generał (Generaloberst), przeciwnik polityczny Adolfa Hitlera.

## Życiorys
Pochodził ze szlacheckiej rodziny von Hammerstein. Od młodości uczył się w placówkach wojskowych (korpusie kadetów w Plön). Od 1907 do 1910 uczęszczał do Pruskiej Akademii Wojskowej (Preußische Kriegsakademie). Od 1913 służył w sztabie generalnym.
W czasie I wojny światowej był adiutantem generalnego kwatermistrza, a potem oficerem sztabowym. Odbył kampanię we Flandrii, gdzie został odznaczony Krzyżem Żelaznym. W 1917 awansowany do stopnia majora.
Po 1919 przeszedł do Reichswehry. Służył w sztabie generalnym korpusu Walthera von Lüttwitza. Stale awansował. W 1929 jako Generalleutnant został szefem sztabu generalnego (zwanego wówczas nie „Generalstab”, lecz „Truppenamt” z powodu restrykcji wersalskich). Dzięki staraniom swego przyjaciela Kurta von Schleichera, a także Wilhelma Groenera oraz Heinricha Brüninga objął funkcję szefa Naczelnego Dowództwa (Oberste Heeresleitung – OHL), jako następca generała Wilhelma Heye. Stanowisko to zajmował od 1930 do stycznia 1934.
Po objęciu władzy przez Hitlera okazał się być zwolennikiem utrzymania niezależności armii. Był jednak marginalizowany przez Wernera von Blomberga. Złożył dymisję w grudniu 1933 i został zastąpiony przez Wernera von Fritscha. Odsunięto go od spraw wojska, ponieważ był znany ze swego krytycznego stosunku do polityki Hitlera. Jednak w 1939 przydzielono go do armii na zachodniej granicy Niemiec na wypadek inwazji aliantów. Atak francusko-brytyjski nie nastąpił i już 24 września został odwołany, i przeniesiony w stan spoczynku. Zmarł w Berlinie na raka w wieku 65 lat. Rodzina i przyjaciele nie dopuścili do manifestowania w czasie pogrzebu symboli nazistowskich. Zaś jego dwóch synów: Kunrat von Hammerstein-Equord oraz Ludwig von Hammerstein-Equord zaangażowało się w przygotowania do zamachu na Hitlera w lipcu 1944 roku.